# Ja Song-nam
Ja Song-nam (28 de marzo de 1954) es un diplomático norcoreano que se desempeña como representante permanente de Corea del Norte ante la Organización de las Naciones Unidas en Nueva York desde febrero de 2014.

## Carrera
Sirvió en el Ejército Popular de Corea. Se graduó de la Universidad de Estudios Extranjeros de Pionyang en 1983. Luego se desempeñó como director general del Departamento para Asuntos de Reunificación Nacional y Director del Instituto de Desarme y Paz del Ministerio de Relaciones Exteriores de Corea del Norte de 2005 a 2006. Fue investigador en el Ministerio de 2004 a 2005. Fue consejero en la Misión Permanente de su país ante las Naciones Unidas en Nueva York de 2000 a 2004. Entre 2006 y 2011, se desempeñó como Embajador de Corea del Norte en el Reino Unido.
Presentó sus cartas credenciales ante el Secretario General Ban Ki-moon el 28 de febrero de 2014. Durante su desempeño en el cargo, ha enviado cartas al Consejo de Seguridad, solicitando reuniones para tratar las maniobras militares de Estados Unidos en Corea del Sur.
En septiembre de 2017, abandonó su asiento en la Asamblea General, instantes antes de que el presidente estadounidense Donald Trump subiera al podio.